# Forschungsprogramm Stadtverkehr
Das Forschungsprogramm Stadtverkehr (FoPS) ist ein Programm des Bundesministeriums für Verkehr, Bau- und Stadtentwicklung (BMVBS) und dient der Verbesserung der Verkehrsverhältnisse in den Gemeinden. Ziel ist die Erarbeitung anwendungsorientierter wissenschaftlicher und praktischer Erkenntnisse für Entscheidungsträger im Bereich Stadt- und Regionalverkehr. Die Ergebnisse der Projekte sollen auch eine Übertragbarkeit auf das gesamte Bundesgebiet sicherstellen. 
Projektvorschläge können über die Länderverkehrsministerien und die kommunalen Spitzenverbände eingereicht werden. Die im Zwei-Jahres-Rhythmus erfolgende Erstellung der Projektliste erfolgt zusammen mit den Ländern und mit Unterstützung einer wissenschaftlichen Beraterkommission.